# Łuczany (rejon żydaczowski)
Łuczany (ukr. Лучани) – wieś na Ukrainie w rejonie stryjskim (do 2020 roku w rejonie żydaczowskim) obwodu lwowskiego.

## Historia
Wieś położona była w ziemi lwowskiej, należała do dóbr strzeliskich Jabłonowskich w 1779 roku. Pod koniec XIX w. wieś w powiecie bóbreckim. 

## Urodzeni
W 1912 r. w Łuczanach urodziła się Hanka Nowobielska - córka polskich nauczycieli, poetka podhalańska, działaczka na rzecz kultury. 